# Zelenîi Iar, Djankoi
Zelenîi Iar (în ucraineană Зелений Яр) este un sat în comuna Zavito-Leninskîi din raionul Djankoi, Republica Autonomă Crimeea, Ucraina.

## Demografie
Componența lingvistică a localității Zelenîi Iar
     Rusă (90,66%)
     Ucraineană (8,24%)
     Tătară crimeeană (1,1%)
Conform recensământului din 2001, majoritatea populației localității Zelenîi Iar era vorbitoare de rusă (90,66%), existând în minoritate și vorbitori de ucraineană (8,24%) și tătară crimeeană (1,1%).